# Glysantin

Markenlogo

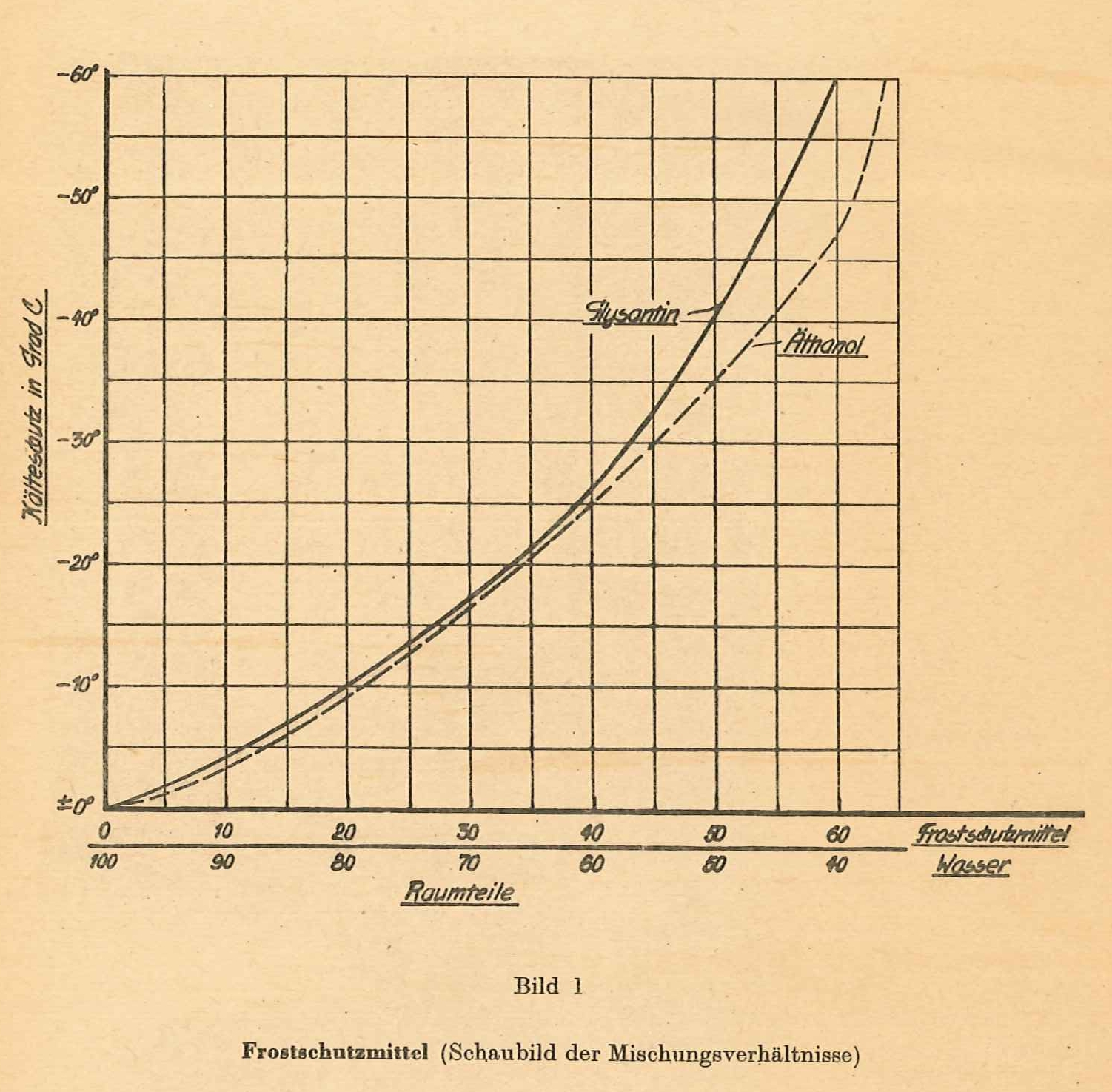
Tabelle zum Ablesen des Mischungsverhältnisses mit Frostschutzmittel

Glysantin ist ein Markenname der BASF für bei Verbrennungsmotoren einsetzbare
Kühlwasser-Additive. Das Produktspektrum deckt die üblichen Kühlmittel ab, also zum Beispiel mit und ohne Silikat.
Ursprünglich bezeichnete der Name nur ein einziges Produkt. Glysantin war das erste Kühlerschutzmittel auf dem Markt und wurde 1926 von dem Chemiker Jordan entwickelt und 1929 zum Patent angemeldet. Der Hauptbestandteil von Glysantin war Monoethylenglycol, einem nicht für den Konsum sicheren Alkohol. Je nach dem Verdünnungsgrad mit Wasser kann Frostschutz bis unter −40 °C erreicht werden. Zudem schützte Glysantin mittels weiterer Zusätze (Silikate und/oder organische Säuren) den Kühlkreislauf vor Korrosion.

## Medien
Glysantin wird unzutreffenderweise mit dem Glykolwein-Skandal in Verbindung gebracht. Österreichische Winzer hatten unzulässigerweise ihren Wein mit dem süßlich schmeckenden, ebenfalls gesundheitsschädlichen Diethylenglycol gepanscht, um ihn weniger sauer schmecken zu lassen.
Beim Güterzugunfall von 2011 am 20. Mai in Müllheim (Baden) gelangten große Mengen der Chemikalie in die Umwelt.